# Notopais beddardi
Notopais beddardi là một loài chân đều trong họ Munnopsidae. Loài này được Merrin miêu tả khoa học năm 2004.